# Santoña (Gerichtsbezirk)
Der Gerichtsbezirk Santoña ist einer der acht Gerichtsbezirke in der autonomen Gemeinschaft Kantabrien.
Der Bezirk umfasst 12 Gemeinden auf einer Fläche von 281,95 km² mit dem Hauptquartier in Santoña.

## Gemeinden
| Gemeinde               | Einwohner (2024) | Fläche km² | Dichte Einw./km² | Cod INE | Postleitzahl |
| ---------------------- | ---------------- | ---------- | ---------------- | ------- | ------------ |
| Argoños                | 1.872            | 5,50       | 340              | 39005   | 39197        |
| Arnuero                | 2.279            | 24,66      | 92               | 39006   | 39195        |
| Bárcena de Cicero      | 4.741            | 36,77      | 129              | 39009   | 39790, 39791 |
| Bareyo                 | 2.133            | 32,44      | 66               | 39011   | 39170        |
| Escalante              | 736              | 18,98      | 39               | 39029   | 39795        |
| Hazas de Cesto         | 1.867            | 21,89      | 85               | 39031   | 39730        |
| Meruelo                | 2.311            | 16,37      | 141              | 39043   | 39192        |
| Noja                   | 2.700            | 9,20       | 293              | 39047   | 39180        |
| Ribamontán al Mar      | 4.615            | 36,94      | 125              | 39061   | 39150        |
| Ribamontán al Monte    | 2.538            | 42,17      | 60               | 39062   | 39794        |
| Santoña                | 10.916           | 11,53      | 947              | 39079   | 39740        |
| Solórzano              | 1.115            | 25,50      | 44               | 39084   | 39738        |
| Gerichtsbezirk Santoña | 37.823           | 281,95     | 134              | –       | –            |